# 1506 en architecture
| Années de l'architecture : 1503 - 1504 - 1505 - 1506 - 1507 - 1508 - 1509    |
| Décennies de l'architecture : 1470 - 1480 - 1490 - 1500 - 1510 - 1520 - 1530 |

## Réalisations
- 18 avril : La première pierre de la basilique Saint-Pierre est posée  par le pape Jules II. L'architecte italien Bramante en réalise les premiers plans[1].
- Début de la construction du Monastère royal de Brou[2].
- Fin de la construction de la mosquée de Bayazid II (1501-1506) à Istanbul par l'architecte Hayrettin.
- Construction en bois, unique en France, d'un seul niveau sur deux rangées de poteaux, de la bibliothèque de chapitre de la cathédrale de Noyon.
- Début de la construction de l'église Notre-Dame-de-Grâces de Guingamp.
- Fondation par les Portugais de la forteresse de Mazagan à El Jadida
- Robert de Lenancourt construit le portail à fenêtre flamboyante (transept sud) de la Basilique Saint Rémi de Reims

## Événements
- x

## Naissances
- Giovanni Battista Belluzzi (Saint-Marin, 27 septembre 1506 - Montalcino, 1554), architecte italien

## Décès
- Andrea Bregno (Osteno, près de Côme, 1418 – Rome, 1506), sculpteur et un architecte lombard